# 13689 Succi
13689 Succi (1997 RO7) là một tiểu hành tinh vành đai chính được phát hiện ngày 9 tháng 9 năm 1997 bởi V. Giuliani ở Sormano.